# Prosoplus celebianus
Prosoplus celebianus là một loài bọ cánh cứng trong họ Cerambycidae.